# مركز جاين اوستن
يقع مركز جين أوستن في 40 شارع غاي في باث بسومرست في إنجلترا، وهو معرض دائم يروي قصة حياة جين أوستن في باث، وتأثير زيارة المدينة والعيش فيها عليها وعلى كتاباتها.
يعتبر المبنى جزء من مبنى 31-40 جاي ستريت، صنفت هيئة التراث الإنجليزي المبنى كمبنى تاريخي من الدرجة الثانية.

## أعمال الشمع

تمثال من الشمع لجاين أوستن معروض في المركز.

صُمم تمثال الشمع لجاين أوستن المعروض في المركز بالحجم الطبيعي للمؤلفة بتكليف من مركز جين أوستن. كُشف الستار عنه في المركز في 9 يوليو 2014، ويُعرض حاليًا للجمهور هناك. الصورة الوحيدة التي يمكن التحقق منها هي لوحة مائية صغيرة رسمتها أختها كاساندرا. ومع ذلك، اعتبر الخبراء هضا النموذج محاولة سيئة لتجسيدها، ووصفتها ابنة أختها بأنه على عكسها بشكل بشع. يوجد أيضًا بالمتحف العديد من أوصاف أصدقاءها المعاصرين لها، وهو مبا يبين بوضوح خطأ التمثال في تجسيدها.
كلف ديفيد بالدوك مدير مركز جاين أوستن في عام 2002 الفنانة ميليسا درينغ بإنشاء صورة جديدة لأوستن بعد أن قرأ عن عملها في خلق صورة مشابهة لفيفالدي لشركة أفلام من روايات أُخذت عن شهود عيان. وقال ديفيد بالدوك: "لقد سُئلنا دائمًا عن شكل جاين أوستن، وبطريقة ما كانت النقطة المرجعية الوحيدة التي كانت لدينا هي لوحة أخت جين أوستن كاساندرا الرديئة للغاية ولم نشعر أن ذلك ينصفها".
كُشف عن الصورة في ديسمبر 2002. اتخذت العملية خطوة أخرى إلى الأمام في عام 2011، عندما كُلف مركز جاين أوستن بتكوين شكل شمعي ثلاثي الأبعاد بالحجم الطبيعي. غالبًا ما يفاجأ العديد من الزوار بحجم تمثال الشمع، حيث يصل إلى أقدام. وُصفت جاين في العديد من الروايات بأنها امرأة طويلة ونحيلة، وهو ما لم يكن مختلفًا تمامًا عما هو عليه اليوم.
قام النحات مارك ريتشاردز بناءً على صورة أوستن الصادرة عام 2002 بإنشاء نموذج شمعي لها. عمل ريتشاردز عن كثب خلال تلك العملية التي استغرقت ثلاث سنوات لإنشاء نموذج جاين أوستن مع ميليسا درينغ، جنبًا إلى جنب مع فنان الشعر والألوان نيل كلارك، والمصمم أندريا جالير. الأخير. كُشف الستار عن النموذج بأكمله لوسائل الإعلام العالمية يوم الأربعاء 9 يوليو 2014م، في مركز جاين أوستن، في مساحة أُنشئت خصيصًا داخل المركز.

## روابط خارجية
- موقع مركز جين أوستن